# Larisa Kositsyna
Larisa Kositsyna (Unión Soviética, 14 de diciembre de 1963) es una atleta soviética retirada especializada en la prueba de salto de altura, en la que consiguió ser medallista de bronce europea en pista cubierta en 1988.

## Carrera deportiva
En el Campeonato Europeo de Atletismo en Pista Cubierta de 1988 ganó la medalla de bronce en el salto de altura, con un salto por encima de 1.97 metros, tras la búlgara Stefka Kostadinova  (oro con 2.04 metros) y la alemana Heike Redetzky.